# Daleszewo
Daleszewo (do 1945 niem. Ferdinandstein) – wieś położona w województwie zachodniopomorskim, w powiecie gryfińskim, w gminie Gryfino.

## Położenie
Miejscowość znajduje się przy historycznym trakcie komunikacyjnym w kierunku Szczecina, w paśmie zabudowy wytworzonym przez miejscowości Czepino, Nowe Brynki, Daleszewo i Radziszewo. Od północy miejscowość graniczy z Radziszewem, a od południa z miejscowością Nowe Brynki. Daleszewo leży między rzeką Odrą na zachodzie oraz lasem na wschodzie.
W latach 1954–1972 wieś należała i była siedzibą władz gromady Daleszewo. W latach 1975–1998 miejscowość administracyjnie należała do województwa szczecińskiego.

## Historia
Daleszewo dawniej było kolonizacyjną wsią o funkcji rolniczej i usługowej. Wieś powstała po uregulowaniu rzeki w latach 1747-1748 przez zarządcę pruskiej domeny państwowej Heino Graeve. Nazwa Ferdinandstein upamiętnia księcia Ferdynanda, młodszego brata króla Fryderyka II. Osada dobrze rozwinęła się po wybudowaniu w 1877 r. ważnej linii i stacji kolejowej. Pod koniec II wojny światowej wieś została poważnie zniszczona na skutek działań wojennych. W kwietniu 1945 roku stacjonowały tu wojska 65. Armii gen. Pawła Batowa biorące udział w forsowaniu Odry. Żołnierze pozostawili po sobie trwały ślad w postaci „Drogi Batowa” – szlaku prowadzącym przez Międzyodrze. Podczas walk o przełamanie linii Odry w 1945 r. poległa tu między innymi odznaczona Orderem Sławy – Nina Pietrowa – starszy sierżant.

## Zabytki

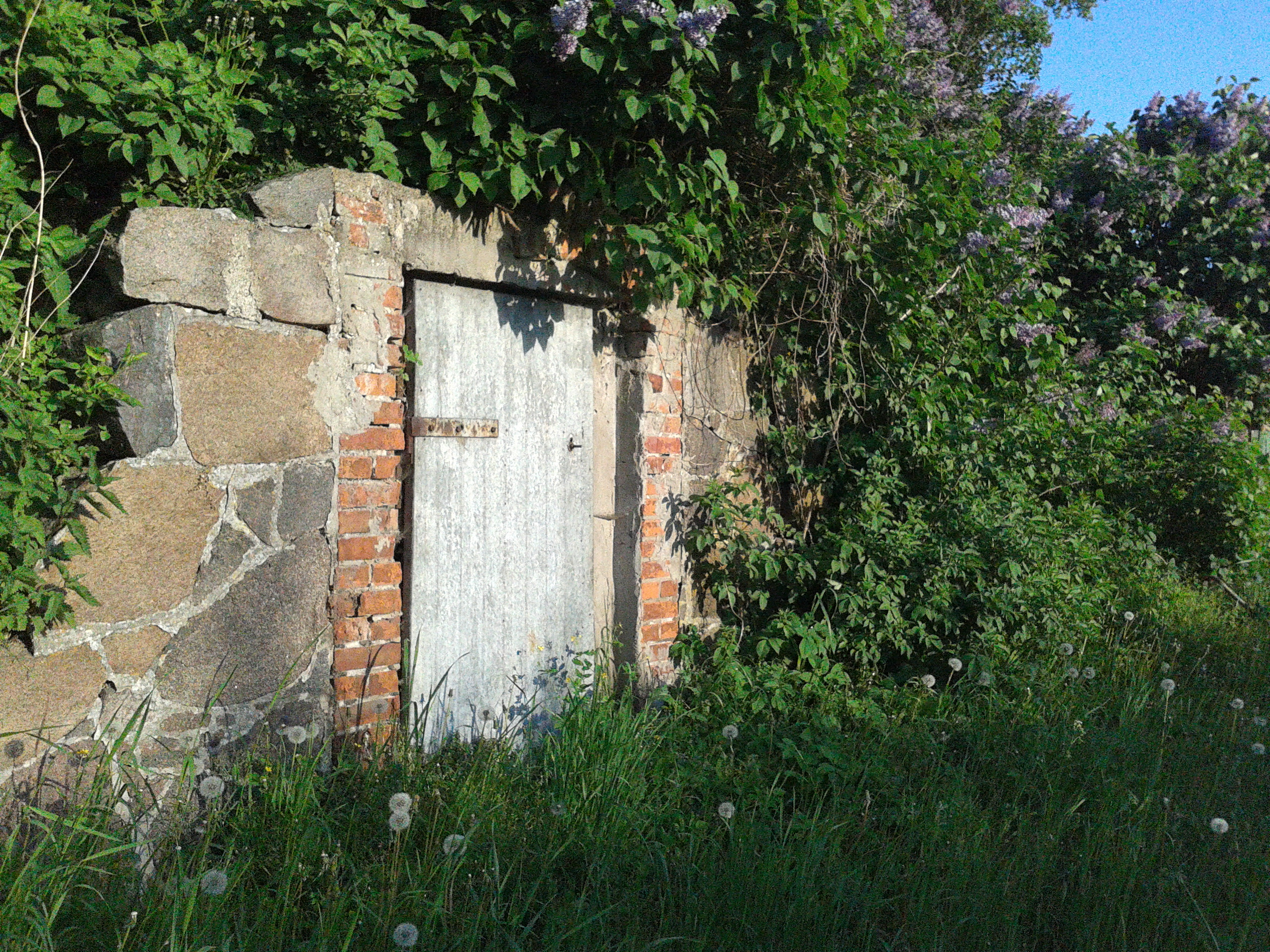
Jedna z piwnic w Daleszewie.

Do dziś zachowało się wiele obiektów świadczących o dawnym charakterze miejscowości. Dawniej w Daleszewie znajdowały się dwa cmentarze. Pierwszy znajdował się na południu wioski. Drugi na północnym krańcu miejscowości przy polnej drodze prowadzącej na wschód. Obecnie znajduje się tam mały lasek, jednak można jeszcze zobaczyć stare nagrobki. Budynki pochodzące prawdopodobnie z okresu gwałtownego rozwoju wioski można jeszcze zobaczyć przy ulicy Gryfińskiej 91. Tam znajduje się dom szachulcowy z przełomu XIX i XX wieku, oraz „dwojak” przy ulicy Gryfińskiej 25. Na średniowieczne ślady możemy natrafić tylko we wschodniej części miejscowości, na wysoczyźnie wschodniej w lasku zwanym dawniej „Wend Heide”, czyli „Słowiański Las”. Tam najprawdopodobniej znajdowała się prastara słowiańska wioska „Dolsow”. Z dawnych budynków gospodarczych zachowały się charakterystyczne piwnice pochodzące z XIX wieku. Są to budowle ziemno-kamienne, tzw. ziemianki. Do dziś zachowało się trzynaście takich obiektów. Dwie przy ulicy Sportowej, pozostałe przy ulicy Gryfińskiej.

## Daleszewo dzisiaj
Działa tutaj Gminny Ośrodek Kultury (GOK „Zagroda”). W Daleszewie znajduje się jeden sklep spożywczy. Obok otwarto agencję pocztową w Daleszewie oraz sklep wędkarski.

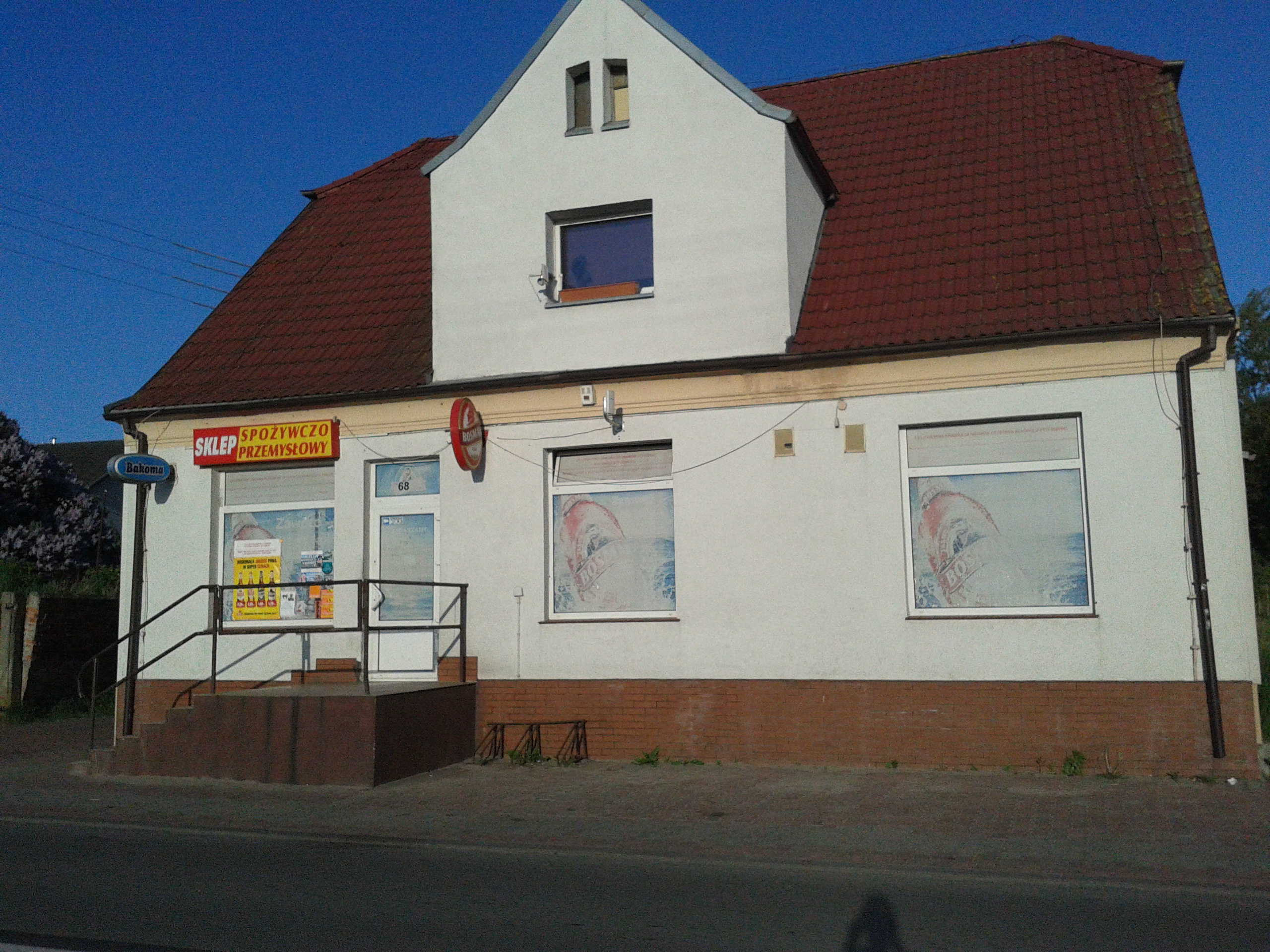
sklep spożywczy

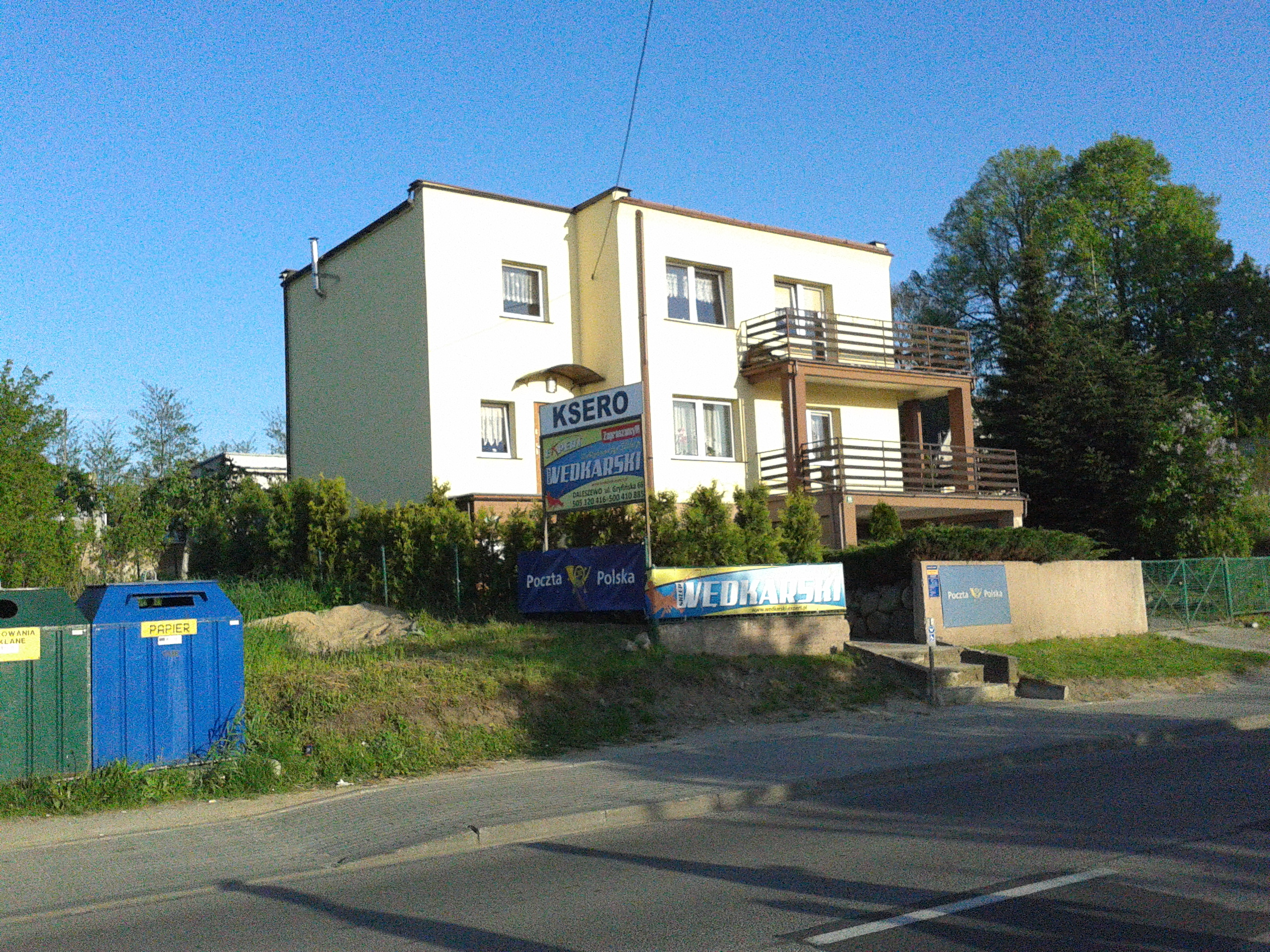
agencja pocztowa

### Transport
Przez miejscowość przebiega trasa łącząca Szczecin i Gryfino, oznaczona jako droga krajowa nr 31. Na południu Daleszewa znajduje się stacja kolejowa na linii kolejowej nr 273.
Przewozami autobusowymi w miejscowości zajmuje się PKS Szczecin. Obsługuje dwie linie autobusowe:
- Linia nr 1 – Szczecin Dworzec Autobusowy – Gryfino Centrum – Dolna Odra
- Linia nr 1A – Szczecin Dworzec Autobusowy – Gryfino Górny Taras – Gryfino Centrum – Dolna Odra

W Daleszewie znajdują się cztery przystanki autobusowe.

### Sport i rekreacja
Na wschodzie miejscowości znajduje się boisko piłkarskie istniejące od 1946 roku. Należy do klubu piłkarskiego Odrzanka Radziszewo. W sezonie letnim odbywają się tu mecze piłkarskie. Latem na boisku organizowany jest co roku Dzień Daleszewa, Radziszewa i Łubnicy. Podczas tego święta mieszkańcy wiosek wspólnie bawią się i świętują.